# Austrijski tjesnac
Austrijski tjesnac (rus. Австрийский пролив) je tjesnac u istočnom dijelu otočja Zemlje Franje Josefa u Arkhangelskoj oblasti, Rusija.

## Geografija
Austrijski tjesnac odvaja najistočniju otočnu skupinu od ostatka otočja Zemlje Franje Josefa. Sa sjevera tjesnac počinje u Berjozkinovom kanalu, prvo južno, a zatim jugoistočno duž obala Zemlje Wilczek, odvajajući ga od otoka Wiener Neustadt na zapadu i otoka Hall na jugozapadu. Na jugoistoku tjesnac završava u sjeveroistočnom dijelu Barentsovog mora.

## Povijest
Prvi put ga je opisala i imenovala Austrougarska ekspedicija Sjevernog pola, 1874. godine.

## Vanjske poveznice
- Topografska karta U-37,38,39,40 - 1 : 1 000 000